# Томсон Олександр Іванович
Олекса́ндр Іва́нович То́мсон (Thomson, * 15 червня 1860 — †27 листопада 1935) — український та російський мовознавець родом з Естонії. 1897—1932 проф. Одеського Університету  (сьогодні — Одеський національний університет імені І. І. Мечникова), в якому організував перший в Україні кабінет експериментальної фонетики (перед 1917); чл. Всеукр. Наук. Асоціації Сходознавства в Харкові.

## Праці
Праці з заг. мовознавства, санскриту, вірменської мови, з історії й фонетики української мови, інших слов. мов. Серед них ст. з описової й іст. укр. фонетики (укр. і нім. мовами, 1927 — 29, про розвиток первісних о, е та приголосних перед е, й).